# Nannolaimoides armatus
Nannolaimoides armatus är en rundmaskart som först beskrevs av Gerlach 1964.  Nannolaimoides armatus ingår i släktet Nannolaimoides och familjen Cyatholaimidae. Inga underarter finns listade i Catalogue of Life.